# Arctostaphylos montaraensis
Espèce
Statut de conservation UICN

 EN  : En danger
Synonymes
- Arctostaphylos imbricata Eastw.
- Arctostaphylos imbricata Eastw. subsp. montaraensis (J.B. Roof) P.V. Wells[2]

Arctostaphylos montaraensis, connu sous le nom commun de « montara manzanita », est une espèce de plantes à fleurs de la famille des Ericaceae. C'est l'une des espèces appelées manzanita. Elle est endémique de Californie.

## Description
Arctostaphylos montaraensis est un arbrisseau buissonnant ou dressé, haut de 0,5 m (sur les affleurements de granit exposés) à 5 m. L'écorce de ses troncs et de ses tiges est brun rougeâtre foncé. Les rameaux et l'axe de ses inflorescences naissantes sont recouverts de soies glandulaires. Le feuillage est dense, les feuilles glandulaires gris-vert clair, de texture rugueuse, font jusqu'à 4 ou 5 centimètres de long.

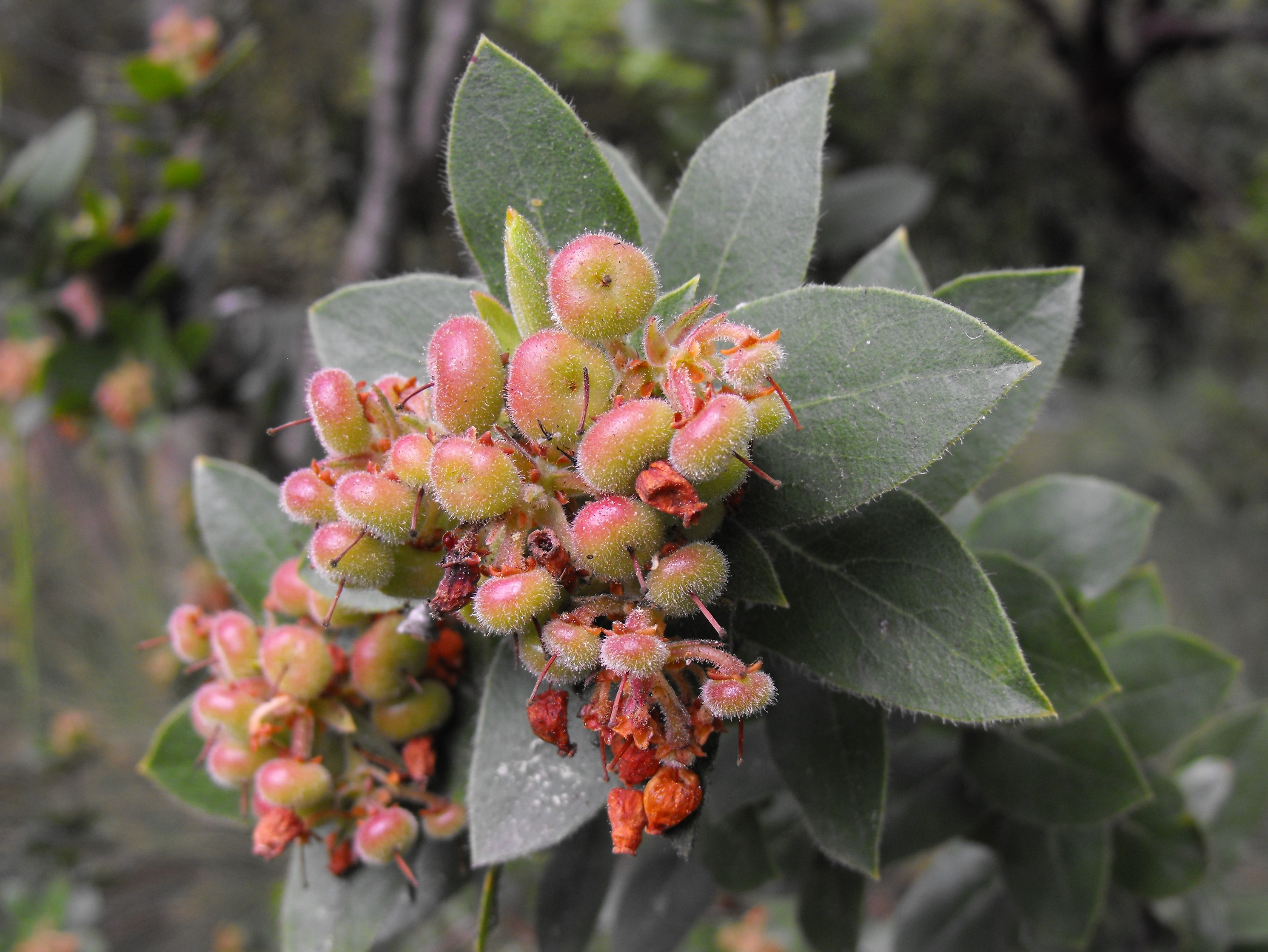
Infrutescence d’A. montaraensis après la floraison (jardin botanique de l'université de Californie à Berkeley).

Son inflorescence est une grappe dense de fleurs en forme de cône, chacune de couleur blanche, d'un peu moins d'un centimètre de long et avec des soies à l'intérieur. Sa période de floraison va de janvier à mars.
Ses petits fruits rouges « en forme de pomme » (manzanita en espagnol) mesurent 6 ou 7 mm de large.

## Distribution
Cet arbuste vivace à feuilles persistantes est endémique de Californie : il n'est originaire que de quelques sites dans le nord du comté de San Mateo, sur le mont San Bruno (en) et le mont Montara (en), extensions nord des monts Santa Cruz.
On le trouve sur ces deux montagnes à  des altitudes de 80 à 500 m, sur des affleurements de granite et de grès altérés, dans l'écorégion des sauges et chaparral côtiers de Californie.
Cette plante est classée comme une espèce en danger critique d'extinction dans l'inventaire des plantes rares et menacées de Californie établi par la California Native Plant Society (en), en raison de l'expansion urbaine et de la dégradation de son habitat par les promenades et la circulation des véhicules (motos et vélos tout-terrain) en dehors des sentiers.

## Culture
En aménagement paysager, Arctostaphylos montaraensis est cultivé  comme plante du chaparral pour créer des jardins naturels tolérants à la sécheresse.